# Aria
Pour les articles homonymes, voir Aria (homonymie).

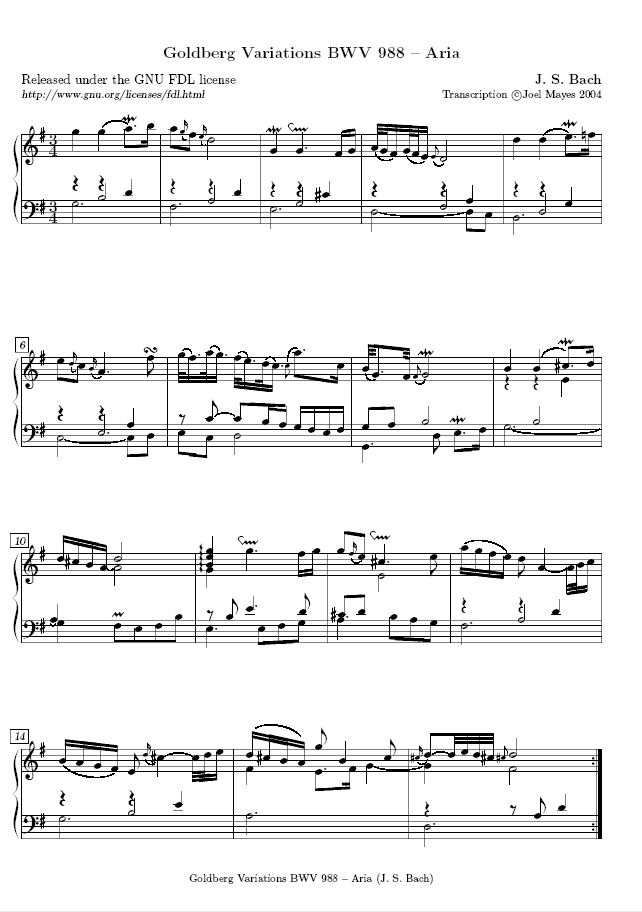
Partition d'une aria de Jean-Sébastien Bach, BWV 988.

Une aria est une pièce de musique écrite pour une voix seule dans un opéra ou dans toute autre forme musicale italienne (ou se référant à une inspiration d'origine italienne : cantate, oratorio) de l'époque baroque ou ultérieure, accompagnée par une basse continue ou un ensemble d'instruments jusqu'au grand orchestre.

## Historique
Une aria désignait à l'origine toute mélodie expressive, souvent chantée. Au XVIIe siècle, l'aria était écrite sous une forme appelée lied (un thème « A » suivi d'un thème « B », puis d'un retour au thème « A ») : ce type d'aria est aussi connu sous le nom d'aria da capo ou aria avec da capo — en France, le procédé est utilisé seulement au XVIIIe siècle, par Rameau par exemple, et le terme utilisé est ariette.
L'aria investit ensuite le répertoire de l'opéra avec ses nombreuses variantes : aria cantabile, aria agitata, aria di bravura, motto aria (ou « aria à devise » — telle La mia tirana dans L'Eraclea d'Alessandro Scarlatti), etc.

## Caractéristiques
Le contexte le plus répandu pour une aria est probablement l'opéra. De nombreuses arias forment également des mouvements d'oratorios ou de cantates.
Aria signifiant « Air » en italien, le terme est également employé pour des pièces instrumentales, souvent à caractère lyrique, à l'époque baroque par exemple par Jean-Sébastien Bach ou Johann Kuhnau.
Certains compositeurs ont également écrit des « arias de concert », ne faisant pas partie d'œuvres plus vastes, comme Ah Perfido de Beethoven, ou encore, un certain nombre d'arias de concert de Mozart dont Ch'io mi scordi di te? (K. 505), dédié à Nancy Storace.
Au milieu du XIXe siècle, de nombreux opéras devinrent des séquences d'arias, privilégiant le bel canto à l'importance du récit, tandis que d'autres opéras comme ceux de Richard Wagner étaient composés d'un bloc, sans qu'un passage particulier puisse être identifié comme une aria qui aurait pu être une œuvre à part entière.

## Quelques arias célèbres
- La mamma morta de l'opéra Andrea Chénier (1896) d'Umberto Giordano, popularisée par sa reprise dans le film Philadelphia, chantée par Maria Callas.
- L'amour est enfant de bohème, du premier acte de l'opéra de 1875 Carmen de Georges Bizet.
- La donna è mobile, de l'opéra Rigoletto (1851) de Giuseppe Verdi.
- « Un bel dì, vedremo » (1904) de Madame Butterfly, sans aria da capo.
- « Les oiseaux dans la charmille » du premier acte de l'opéra Les Contes d'Hoffman.
- « Alto Giove » de l'opéra « Polifemo » (Londres, 1735) de Nicolas Porpora et interprété par le castrat Farinelli.